# Longleng
Longleng è un villaggio dell'India di 6.120 abitanti, capoluogo del distretto di Longleng, nello stato federato del Nagaland.

## Geografia fisica
La città è situata a 26° 28' 07 N e 94° 48' 33 E e ha un'altitudine di 1.066 m s.l.m..

## Società

### Evoluzione demografica
Al censimento del 2001 la popolazione di Longleng assommava a 6.120 persone, delle quali 3.299 maschi e 2.821 femmine.